# La vergine di Shandigor
La vergine di Shandigor (L'Inconnu de Shandigor) è un film del 1967 diretto da Jean-Louis Roy.

## Produzione
Il film venne prodotto da Gabriel Arout per la Frajea Films. Venne girato a Villa Bertrand, una villa nei dintorni di Liegi, e a Barcellona (Parco Güell e Sagrada Família).

## Distribuzione
Presentato in anteprima al Festival di Cannes nel maggio 1967, in Francia il film fu distribuito dalla Images Distribution, uscendo nelle sale il 17 luglio 1968.